# Rakesh Sharma
Rakesh Sharma (13 de enero de 1949, en Patiala, Punjab, India) fue un jefe de escuadrón de la Fuerza Aérea India, fue el primer indio y la persona número 138 en viajar al espacio. Se retiró de la Fuerza Aérea como comandante de ala. Obtuvo la escolarización en Hyderabad. Se graduó del Nizam College de Hyderabad.  Estuvo en el espacio por un lapso de 7d, 21h, y 40m.[cita requerida]

## Carrera

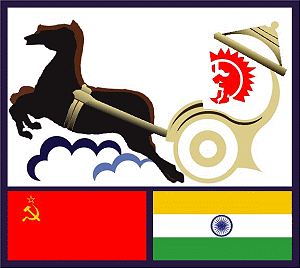

Rakesh Sharma se unió a la Fuerza Aérea India y progresó rápidamente en los rangos. Rakesh Sharma, entonces jefe de la escuadra y piloto de la Fuerza Aérea se embarcó en la misión histórica en 1984 como parte de un programa espacial conjunto entre la Organización India de Investigación Espacial y el programa espacial soviético Intercosmos, pasó ocho días en el espacio a bordo de la estación espacial Salyut 7. Fue lanzado junto con otros dos cosmonautas soviéticos a bordo del Soyuz T-11 el 2 de abril de 1984, Rakesh Sharma tenía de 35 años de edad. Durante el vuelo, el líder del escuadrón llevó a cabo múltiples fotografías espectrales del norte de la India en previsión de la construcción de centrales hidroeléctricas en el Himalaya. En una famosa conversación, le preguntó la entonces primera ministra Indira Gandhi cómo se veía la India desde el espacio y él respondió, Saare Jahan Se Achcha, (mejor que el mundo entero).
Le fue conferido el honor de Héroe de la Unión Soviética después de su regreso desde el espacio. El Gobierno de la India le otorgó su más alta condecoración de galantería (en tiempo de paz), el Ashoka Chakra a él y a los otros dos miembros rusos de su misión.
Rakesh Sharma y su refuerzo Ravish Malhotra, también prepararón una serie elaborada de ejercicios de Yoga en gravedad cero, que el primero había practicado a bordo de la Salyut 7. Rakesh Sharma se unió a Hindustan Aeronautics Limited como piloto de pruebas. Estuvo en la National Flight Test Center (NFTC) en Bangalore y trabajó en el programa de HAL Tejas.
Rakesh Sharma ya se ha retirado del trabajo activo y es actualmente el presidente de la Junta directiva de Automated Workflow Pvt Ltd. El Nehru Planetarium de Nueva Delhi muestra la cápsula original de la Soyuz T-10, que, junto con su traje espacial y el diario de la misión tiene también su conversación con el primer ministro Indira Gandhi allí.
En noviembre del 2006 tomó parte en la principal reunión de científicos de la India, organizado por la Agencia India de Investigación Espacial, que dio luz verde a una misión espacial tripulada.

## Personal
Rakesh Sharma está casado con Madhu, tienen un hijo Kapil, un aspirante a director y una hija, Krittika, un artista multimedia.